# Walter (football, 1968)
Pour les articles homonymes, voir Walter.
Walter Henrique de Oliveira est un footballeur brésilien né le 21 octobre 1968. Il était milieu de terrain.